# La Concepción
La Concepción là một khu tự quản thuộc tỉnh Masaya, Nicaragua. Khu tự quản La Concepción có diện tích 66 ki lô mét vuông. Đến thời điểm năm 2005, huyện La Concepción có dân số 31950 người.